# Надкостница
Надко́стница (перио́ст) — соединительнотканная плёнка, окружающая кость снаружи (исключая суставные поверхности). Надкостница пронизана нервами и кровеносными сосудами, которые поддерживают жизнедеятельность клеток кости. Имеет большое функциональное значение — откладывает костную ткань при росте кости в толщину у детей, принимает участие в образовании костной мозоли при диафизарных переломах, а также в кровоснабжении поверхностных слоев кости.
Гистологически в надкостнице различают два слоя: наружный или адвентициальный (волокнистый, фиброзный) и внутренний костеобразующий (остеогенный, или камбиальный). Питание осуществляется за счёт кровеносных сосудов, проникающих в большом числе из надкостницы в наружное компактное вещество кости через многочисленные питательные отверстия, а рост кости осуществляется за счёт остеобластов, расположенных во внутреннем слое. Суставные поверхности кости лишены надкостницы и покрываются суставным хрящом. В надкостницу вплетаются сухожилия мышц и связки, прикрепляющиеся к кости.
При ушибах надкостницы в местах прилегания к коже (гребень большеберцовой кости, задняя поверхность локтевой и др.) возникают резкая боль, отек и кровоизлияние с последующим разрастанием клеток и формированием костного вещества. Следы от ушиба сохраняются длительно в виде небольших бугорков.
Опухоли надкостницы встречаются редко; доброкачественные — фибромы, ангиомы, мезенхимомы; злокачественные — периостальные саркомы (веретеноклеточная, остеогенная, фибросаркома). Воспалительные процессы переходят на надкостницу с близлежащих тканей при абсцессе, флегмоне, остеомиелите, туберкулёзе и др. Воспаление надкостницы называется периоститом.